# 프레드 그윈

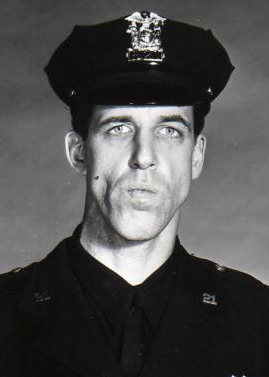

프레드 귄(Frederick Hubbard Gwynne, 1926년 7월 10일 ~ 1993년 7월 2일)은 미국의 배우, 삽화가, 작가이다.
뉴욕에서 태어났다.

## 출연 작품
- 그림자와 안개 (1992년)
- 나의 사촌 비니 (1992년) - 챔벌레인 핼러 판사 역
- 흑백 살인 (1990년)
- 공포의 묘지 (1989년)
- 범죄의 조건 (1989년)
- 엉겅퀴 꽃 (1987년)
- 나의 성공의 비밀 (1987년)
- 위험한 정사 (1987년) - 아서 역
- 하늘로 날아간 소년 (1986년)
- 최후의 미소 (1986년)
- 커튼 클럽 (1984)
- 몬스터 가족 (1981, The Munsters' Revenge)
- 청바지 소동 (1981, So Fine)
- Simon (1980)
- 루나 (1979)
- 워터프론트 (1954년)

### 텔레비전
- 빌코 상사 (1955-56)
- 몬스터 가족 (1964-66)